# Ala I Pannoniorum (Moesia)
Die Ala I Pannoniorum (deutsch 1. Ala der Pannonier) war eine römische Auxiliareinheit. Sie ist durch Militärdiplome und Inschriften belegt. Die Ala ist sowohl mit der Ala I Gallorum et Pannoniorum als auch mit der Ala I Pannoniorum et Gallorum identisch, die in Militärdiplomen von 120 bis 157 n. Chr. aufgeführt werden.

## Namensbestandteile
- Ala: Die Ala war eine Reitereinheit der Auxiliartruppen in der römischen Armee.

- I: Die römische Zahl steht für die Ordnungszahl die erste (lateinisch prima). Daher wird der Name dieser Militäreinheit als Ala prima .. ausgesprochen.

- Pannoniorum: der Pannonier. Die Soldaten der Ala wurden bei Aufstellung der Einheit aus den verschiedenen Stämmen der Pannonier auf dem Gebiet der römischen Provinz Pannonia rekrutiert.

- Gallorum et Pannoniorum: der Gallier und Pannonier. Zwischen 111 und 120 wurde eine größere Anzahl von gallischen Reitern neu in die Einheit aufgenommen, was zu der Namensänderung führte.

- catafractata: der Kataphrakten. Der Zusatz kommt in einer Inschrift[1] vor.

Da es keine Hinweise auf den Namenszusatz milliaria (1000 Mann) gibt, war die Einheit eine Ala quingenaria. Die Sollstärke der Ala lag bei 480 Mann, bestehend aus 16 Turmae mit jeweils 30 Reitern.

## Geschichte
Die Ala war in den Provinzen Pannonia, Moesia inferior und Dacia stationiert. Sie ist auf Militärdiplomen für die Jahre 92 bis 157 n. Chr. aufgeführt.
Die Einheit wurde vermutlich während der Regierungszeit von Augustus oder Tiberius aufgestellt. Die Einheit war zunächst wohl in Dalmatia stationiert, bevor sie in die Provinz Pannonia verlegt wurde. Zu einem unbestimmten Zeitpunkt wurde die Ala dann nach Moesia verlegt.
Der erste Nachweis der Einheit in der Provinz Moesia inferior beruht auf einem Militärdiplom, das auf 92 datiert ist. In dem Diplom wird die Ala als Teil der Truppen (siehe Römische Streitkräfte in Moesia) aufgeführt, die in Moesia inferior stationiert waren. Weitere Diplome, die auf 99 bis 111 datiert sind, belegen die Einheit in derselben Provinz. Aus dem Diplom von 113/114 geht hervor, dass die Ala für einige Zeit Teil der Truppen in der Provinz Dacia war (siehe Römische Streitkräfte in Dacia).
Wahrscheinlich nahm die Ala danach am Partherkrieg Trajans teil. Die dabei erlittenen Verluste wurden vermutlich durch gallische Reiter ausgeglichen, die neu in die Einheit aufgenommen wurden. Dies würde erklären, warum die Ala in den Diplomen für Moesia inferior von 120 bis 157 als Ala I Gallorum et Pannoniorum aufgeführt wird. In den Militärdiplomen des Jahres 127 erscheint sie als Ala I Pannoniorum et Gallorum.

## Standorte
Standorte der Ala in Pannonia waren möglicherweise:
- Arrabona (Győr): Drei Inschriften[8] wurden hier gefunden.
- Savaria (Gyalóka): Zwei Inschriften[9] wurden hier gefunden.

Standorte der Ala in Moesia inferior waren möglicherweise:
- Troesmis (Iglitza): Ziegel[11] mit dem Stempel ALA I PAN wurden hier gefunden.

## Angehörige der Ala
Folgende Angehörige der Ala sind bekannt:

### Kommandeure
| - []a []in: er wird auf dem Diplom von 145 als Kommandeur der Ala genannt. - []ettius: er wird auf dem Diplom von 138 als Kommandeur der Ala genannt. - C(aius) Iulius Ianua[rius], ein Präfekt (CIL 5, 4095); er war auch Präfekt der Ala I Hispanorum Auriana. - Gaius Nonius Flaccus, ein Präfekt (AE 1975, 353) | - Marcus Artorius Priscillus Vicasius Sabidianus, ein Präfekt - Marcus Maenius Agrippa Lucius Tusidius Campester, ein Präfekt - Sex(tus) Pulfennius Salutaris M(arcus) Luccius Valerius Severus, ein Präfekt (CIL 10, 4873); er war auch Präfekt der Cohors IV Gallorum und Tribun der Cohors I Vindelicorum. |

### Sonstige
| - [?], ein Reiter und Signifer (CIL 3, 4376) - Abilus, ein Reiter (CIL 3, 4227) - Artus, ein Decurio (CIL 3, 4376) - Bato, ein Reiter (CIL 3, 4372) - Cloutius, ein Duplicarius (CIL 3, 2016) - Deculus, ein Decurio (CIL 3, 4377) | - Iulius Leucaspis (CIL 3, 4377) - Priscus, ein Reiter (CIL 3, 4228) - Scenus, ein Decurio (CIL 3, 4372) - Scilus, ein Reiter (CIL 3, 4377) - T(itus) Flavius Capito, ein Veteran und ehemaliger Decurio (CIL 3, 14453) |